# Teresa Milanollo

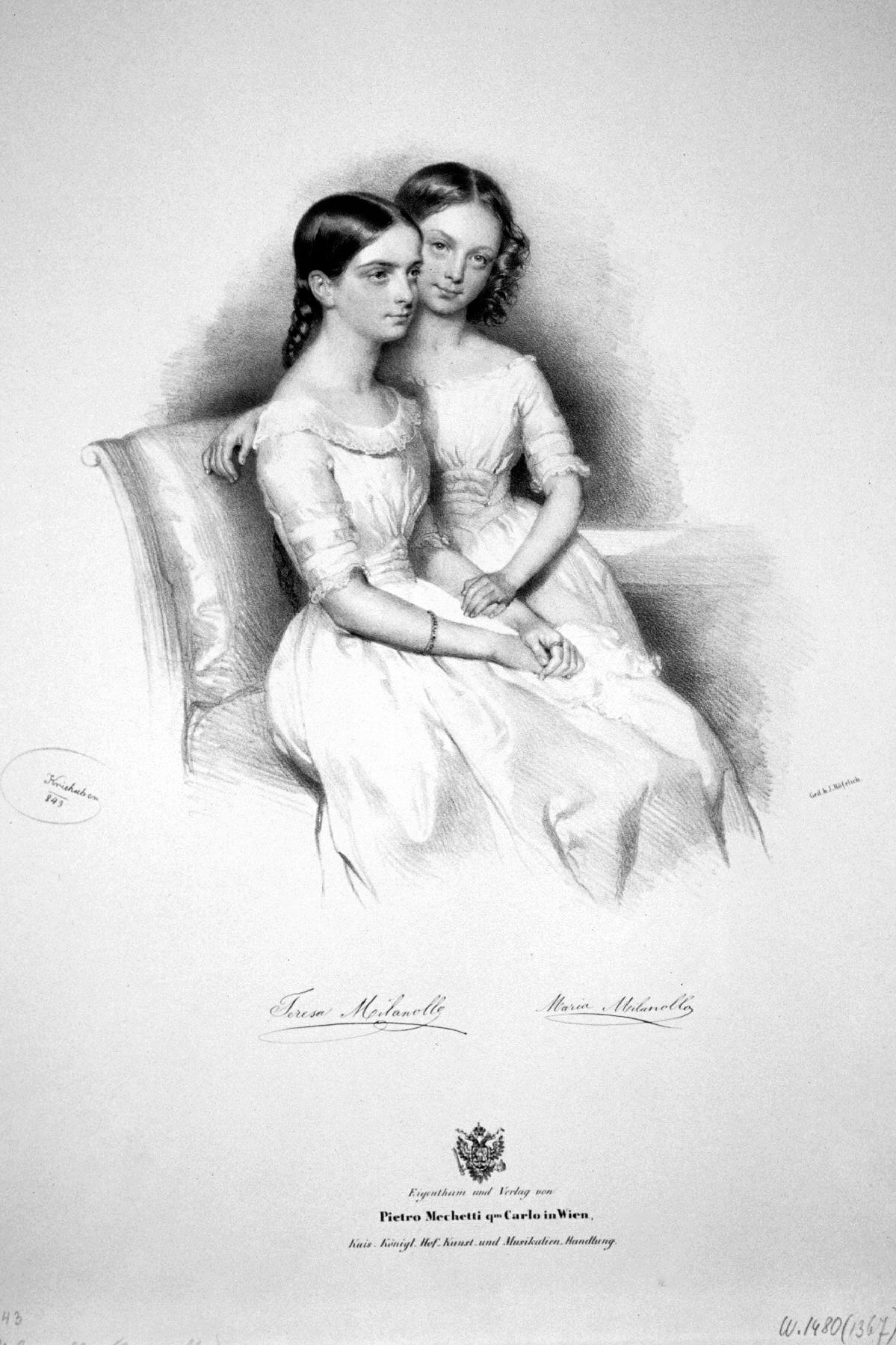
Teresa och Maria Milanollo, litografi av Josef Kriehuber, 1843.

Teresa Milanollo, född den 28 augusti 1827 i Savigliano nära Turin, död den 25 oktober 1904 i Paris, var en italiensk violinist.
Teresa Milanollo och hennes syster Maria (1832–1848), väckte som barn genom virtuositet och eldigt föredrag uppseende i Frankrike, England, Tyskland med flera länder. Teresa blev 1857 gift med den franske ingenjören Théodore Parmentier och upphörde då med sina konsertresor.